# Racca Rovers FC
Racca Rovers FC – nigeryski klub piłkarski z siedzibą w mieście Kano, grający niegdyś w nigeryjskiej pierwszej lidze, rozwiązany w 1994 roku.

## Sukcesy
- I liga[1]:
  - mistrzostwo (1): 1978

- Puchar Nigerii[2]:
  - finał (1): 1977

## Występy w afrykańskich pucharach
| Sezon | Rozgrywki       | Runda       | Kraj     | Klub     | Dom | Wyjazd | Dwumecz |
| ----- | --------------- | ----------- | -------- | -------- | --- | ------ | ------- |
| 1979  | Puchar Mistrzów | 2           | Tanzania | Simba SC | 2–0 | 0–0    | 2–0     |
| 1979  | Puchar Mistrzów | ćwierćfinał | Senegal  | US Gorée | 1–0 | 0–2    | 1–2     |

## Stadion
Domowe mecze klub rozgrywał na stadionie o nazwie Pillars Stadium w Kano, który mógł pomieścić 20 tys. widzów.

## Reprezentanci kraju grający w klubie
Stan na styczeń 2023.
- Ahmed Annas
- Shefiu Mohamed
- Baba Otu Mohammed
- Franck Onwuachi
- Felix Owolabi